# Яровинський Борис Львович
Яровинський Борис (11 березня 1922, Полтава — 29 грудня 2000, Харків) — український композитор і диригент. Член Національної спілки композиторів України. Народний артист УРСР (1977).

Б. Яровинський (1984, фото Ю.Щербініна)

У 1942 році закінчив військово-диригентський факультет Московської консерваторії, в 1949 р - Харківську консерваторію у Д. Л. Клебанова (раніше займався у С. С. Богатирьова і М. Д. Тіца).
З 1949 р керівник хорових капел і духових оркестрів, консультант і методист Харківського обласного Будинку народної творчості. Був диригентом студентського симфонічного оркестру м. Харкова. 

## Твори
- опера «Лейтенант Шмідт» (1970);
- балети «Пори року» (1959) і «Поема про Марину» (1967);
- музичної комедії, ораторія «Мала земля» (1980),
- 4 кантати (1948-1982),
- 4 симфонії (1950-1980),
- концерти для фортепіано з оркестром,
- «Дума про Запорізьку Січ» для голосу й симфонічного оркестру,
- струнний квартет,
- хорові твори й солоспіви.

Також є автором творів для симфонічного. оркестру, концертів для різних інструментів з оркестром, камерно-інструментальних ансамблів, хорів, пісень, музики до вистав драматичного театру та кінофільмів (близько 50). Яровинський створив також редакції та інструментування опер «Доля людини» (1962), «Тихий Дон» ( «Григорій Мелехов», 1972) І. І. Дзержинського та «Богдан Хмельницький» К. Ф. Данькевича (для нової драматургія, редакції А. Є. Корнійчука, 1966).